# Marka (langue)
Pour les articles homonymes, voir Marka.
Cet article concerne la langue marka parlée au Burkina Faso et Mali. Pour la variante de soninké appelé maraka, voir soninké.
Le marka, également appelée dafing, est une langue mandingue d'Afrique de l'Ouest parlée au Burkina Faso, dans la région de la Boucle du Mouhoun, ainsi qu'au Mali, dans la région de Mopti.